# Rubén Ramírez
Rubén Darío Ramírez (Margarita, Santa Fe, Argentina; 17 de octubre de 1986) es un exfutbolista argentino. Se desempeñaba como delantero, actualmente está jugando en Dep. Ramona, equipo que pertenece a la Liga Rafaelina de fútbol (Santa Fe).

## Trayectoria
Salió de la liga verense, donde hizo su muestra de fútbol en los clubes Sarmiento y Central Colonia de Margarita. Luego pasó a Liga santafesina al club Ciclón Racing, luego al Club Colón de San Justo donde realizó un gran Torneo Oficial 2002 de Liga Santafesina, consagrándose campeón del mismo y siendo observado por los dirigentes de Colón. 

### Tiro Federal
Debutó con el club Tiro Federal en la B Nacional, donde jugó 34 partidos e hizo 18 goles.

### Colón
El 7 de agosto de 2005 debutó con la camiseta de Colón contra Gimnasia La Plata, jugó los 90 minutos en una derrota 1-0. El 21 de agosto de 2005 marcó su primer gol en el club santafecino contra Quilmes en una derrota 4-2 por el Apertura 2005, el 28 de agosto le marcó un gol a su exequipo Tiro Federal en un gran partido que terminó 4-3 para Colón, el 11 de septiembre marcó un gol contra Newell's, el 26 de marzo de 2006 le marcó un gol a Estudiantes. En la temporada 2006/07 tendría su mejor temporada goleadora marcando 12 goles, debutó contra Estudiantes entrando a los 46 minutos, su primer gol fue el 24 de septiembre de 2006 contra River en un empate 1-1, el 29 de septiembre marcó un gol a Newell's, el 14 de octubre marcó un doblete contra Argentinos en la victoria 3-1, el 19 de noviembre marcó un gol contra Belgrano. Su último gol del año 2006 fue contra Banfield el 2 de diciembre. Su debut del Clausura 2007 fue contra Independiente en la goleada 3-0, el 23 de febrero de 2007 convirtió un gol contra Estudiantes en un partido que terminó 2-2, el 2 de marzo le marcó un gol a Gimnasia LP en una derrota. También le convirtió a Newell's por la fecha 9, a Belgrano por la fecha 16 y a Boca por la fecha 18 su último gol de la temporada. En la temporada 2007/08 jugó 22 partidos e hizo 9 goles. El Apertura 2008 fue su última presencia en el club santafecino: el 10 de agosto de 2008 jugó su primer partido contra River en un empate 1-1, el 16 de agosto marcó un gol contra Gimnasia EJ en la goleada 4-1, el 16 de septiembre marcó un gol contra Lanús en el empate 3-3, el 25 de octubre le marcó un doblete a Vélez. El 28 de noviembre de 2008 cumple 100 partidos con la camiseta de Colón ante Gimnasia LP en una derrota 1-0.

## Clubes
| Equipo                     | País          | Año           | Partidos | Goles |
| -------------------------- | ------------- | ------------- | -------- | ----- |
| Colón                      | Argentina     | 2004-2009     | 100      | 32    |
| → CA Tiro Federal (cedido) | Argentina     | 2004–2005     | 34       | 18    |
| Racing Club                | Argentina     | 2009          | 24       | 4     |
| Banfield                   | Argentina     | 2010          | 40       | 26    |
| Godoy Cruz                 | Argentina     | 2011-2012     | 40       | 25    |
| Club Atlético Colón        | Argentina     | 2012-2013     | 37       | 7     |
| Audax Italiano             | Chile         | 2014          | 12       | 2     |
| Godoy Cruz                 | Argentina     | 2014          | 20       | 7     |
| Godoy Cruz                 | Argentina     | 2014          | 20       | 8     |
| Quilmes                    | Argentina     | 2015          | 16       | 5     |
| Temperley                  | Argentina     | 2016          | 8        | 0     |
| Guillermo Brown            | Argentina     | 2017          | 17       | 3     |
| Huracán Las Heras          | Argentina     | 2017-2018     | 16       | 1     |
| Sportivo Dock Sud          | Argentina     | 2018          | 3        | 0     |
| Deportivo Bañado           | Argentina     | 2019          | 6        | 0     |
| Germinal (R)               | Argentina     | 2022-2023     | 16       | 4     |
| Total carrera              | Total carrera | Total carrera | 409      | 142   |

## Palmarés

### Campeonatos nacionales
| Título             | Club         | País      | Año  |
| ------------------ | ------------ | --------- | ---- |
| Primera B Nacional | Tiro Federal | Argentina | 2005 |

### Otros logros
| Logro            | Club                   | País      | Año     |
| ---------------- | ---------------------- | --------- | ------- |
| Torneo Federal A | Club Atlético Germinal | Argentina | 2022-23 |

### Distinciones individuales
| Distinción                                        | Año    |
| ------------------------------------------------- | ------ |
| Máximo goleador de la Primera División (12 goles) | A-2011 |

- Datos: Q3942215